# Dungeness (Washington)
Dungeness es un área no incorporada ubicada en el condado de Clallam en el estado estadounidense de Washington.

## Geografía
Dungeness se encuentra ubicado en las coordenadas 48°8′48″N 123°7′18″O / 48.14667, -123.12167.